# Медсестри
«Медсестри» (ісп. Enfermeras) — колумбійський телесеріал 2019 року виробництва телекомпанії Canal RCN‎.

## Сюжет
Марія Клара Гонсалес (Діана Хойос) працює завідувачем медсестер в одній з найбільш визнаних лікарень міста: Санта-Роза. Життя, здавалося б, посміхнулось йому, якби не монотонність, на яку впав його шлюб з Романом, з яким у нього двоє дітей. У день свого ювілею Марія Клара приймає рішення повернути чоловіка назад і резервує номер в готелі, щоб переночувати з ним. Однак Роман зазнає інфаркту на місці події та його переводять у невідкладну допомогу для отримання медичної допомоги. Марія Клара проводить ніч біля себе. Наступного дня приїжджає жінка на ім’я Паула у супроводі свого маленького сина і каже медсестрі, що це перший син Романа. Звідти Марія Клара все більше розчаровується від свого чоловіка, до того, як планує їх розлучення.
З іншого боку, до лікарні приїжджає молодий мешканець внутрішньої медицини, доктор Карлос Перес (Себастьян Карвахаль), який негайно має особливий зв’язок з Марією Кларою, згодом стає більше, ніж другом. Однак їхні стосунки будуть затьмарені численними перешкодами, коли Маріца та Валеріано, дружина та батько Карлоса, дізнаються, що відбувається між ними. Крім того, ворожнеча Марії Клари з босом Глорією, протидія її дітям новій любові, бурхливий бізнес, який відбувається в лікарні від імені Мануеля Кастро (Лучо Веласко), її наукового керівника, поява нової людини в Dr. Життя Переса зробить їхнє життя різними напрямками.

## У ролях

### Головні герої
- Діана Хойос — Марія Клара Гонсалес
- Себастьян Карвахаль — Карлос Перес
- Вінья Мачадо — Глорія Майорга Морено
- Хуліан Трухільйо — Альваро Рохас
- Лучо Веласко — Мануель Альберто Кастро
- Ніна Каїкесо — Сол Енджі Веласкес
- Федеріко Рівера — Гектор Рубіано «Коко»
- Марія Мануела Гомес — Валентина Дуарте Гонсалес
- Крістіан Рохас — Каміло Дуарте Гонсалес